# Supercopa Brasileira de Voleibol de 2018
A Supercopa Brasileira de Voleibol de 2018 foi a quarta edição desta competição organizada pela Confederação Brasileira de Voleibol. Participaram do torneio duas equipes em ambas variantes, os campeões da Superliga e da Copa Brasil.

## Sistema de disputa
O Campeonato foi disputado em um jogo único.

## Equipes participantes
Equipes que disputaram a Supercopa de Voleibol de 2018:

### Masculino
| Equipe            | Cidade    | Qualificação                      | Última participação |
| ----------------- | --------- | --------------------------------- | ------------------- |
| ASE Sada Cruzeiro | Contagem  | Campeão da Superliga 2017–18      | 2017 (Campeão)      |
| SESI-SP           | São Paulo | Vice-campeão da Copa Brasil 2018* | Estreante           |

- OBS: O SESI-SP se classificou para a Supercopa por ter sido vice-campeão da Copa Brasil 2018, vencida pelo ASE Sada Cruzeiro bem como a Superliga 2017–18

### Feminino
| Equipe      | Cidade     | Qualificação                 | Última participação |
| ----------- | ---------- | ---------------------------- | ------------------- |
| Praia Clube | Uberlândia | Campeão da Superliga 2017–18 | 2016 (Vice-campeão) |
| Osasco      | Osasco     | Campeão da Copa Brasil 2018  | Estreante           |

## Resultados

### Masculino
| 20 de outubro de 2018 Relatório | ASE Sada Cruzeiro | 0 — 3             | SESI-SP | Arena Minas, Belo Horizonte |
| 20 de outubro de 2018 Relatório | 22 19 22          | Set 1 Set 2 Set 3 | 25      | Arena Minas, Belo Horizonte |

### Feminino
| 10 de novembro de 2018 Relatório | Praia Clube | 3 — 1                   | Osasco      | Ginásio do CFO, Fortaleza |
| 10 de novembro de 2018 Relatório | 27 25       | Set 1 Set 2 Set 3 Set 4 | 29 17 22 23 | Ginásio do CFO, Fortaleza |

## Premiações
| Supercopa Masculina de 2018 |
| São Paulo                   |
| --------------------------- |
| SESI-SP Campeão (1º título) |

| Supercopa Feminina de 2018      |
| Minas Gerais                    |
| ------------------------------- |
| Praia Clube Campeão (1º título) |